# Bill and Peter's Bogus Journey
El estúpido viaje de Bill y Peter (España) y El loco viaje de Peter y Bill (Latinoamérica) es el decimotercer episodio de la quinta temporada de la serie Padre de familia. La trama se centra en Peter quien decide ponerse en forma, sin embargo acaba lesionándose la columna después de intentar impresionar al expresidente Bill Clinton. Deprimido por el hecho de que se está haciendo viejo, Clinton decide ayudarle a ver su vida con nuevos aires; pero Lois no ve con buenos ojos al expresidente, quien piensa que influye negativamente en su marido. Por otra parte, Lois, harta de que Brian use el césped para hacer sus necesidades, le obliga a que use el inodoro, al no conseguir quitarle el vicio decide ponerle un pañal. Como artistas invitados en el episodio, Roy Scheider y Barclay DeVeau prestan sus voces. Varias escenas del episodio fueron censuradas al ser consideradas inapropiadas para emitirse en televisión.
El episodio generó controversia tras comparar Nueva Orleans con la Atlántida en una clara referencia al desastre del huracán Katrina.

## Argumento
Tras tener un altercado con un pulpo mientras visitaba el museo acuático con su familia, Peter empieza a ser consciente de su bajo estado de forma por lo que decide apuntarse a un gimnasio. A pesar de haber ido un cuarto de hora, Peter empieza a creer que vuelve a estar en buena forma e intenta demostrarlo levantando la limusina del expresidente Bill Clinton, al cual se le ha pinchado una rueda, sin embargo su osadía le cuesta una hernia discal, por lo que es llevado de urgencia al hospital. Es entonces cuando a la mañana siguiente, Peter reconoce estar envejeciendo, por otro lado, Clinton, tras visitarle le comenta que nunca se es viejo para divertirse e intenta convencerle de sus palabras.
Finalmente consigue recuperarse y a divertirse con el político con el cual empieza a entablar una amistad para malestar de Lois, que ve en Clinton una mala influencia, sobre todo cuando los dos asaltan una granja y roban un cerdo. No obstante su marido se niega a hacer caso a Lois, por lo que decide ir ella misma al hotel en el que se hospeda el expresidente, pero acaba acostándose con él sin ser consciente hasta un rato después, casualmente Peter sorprende a los dos en la cama y devastado se marcha a la casa de Quagmire. Con sentimientos de culpabilidad, Lois le sugiere que se acueste con otra mujer para estar en paz y así poder encarrilar el matrimonio. Aunque Peter cree que el plan no tiene ninguna solución, Lois intenta convencerle hasta que finalmente toma una decisión que deja a la mujer estupefacta: opta por acostarse con Barbara Pewterschmidt, la madre de Lois. Con la excusa de visitar a sus padres, Lois habla en privado sobre los problemas maritales por los que está atravesando y le pregunta si quiere acostarse con su yerno, propuesta que Babs acepta para sorpresa de la propia Lois, quien finalmente decide volver a casa alicaída hasta que Peter (desnudo) se echa atrás a pesar de las insistencias de su mujer por "el bien de su matrimonio", sin embargo este le profesa su amor y deciden arreglar el problema juntos. 
Como primer paso para afianzar el matrimonio, Peter admite que no puede ser amigo de Clinton, por lo que decide hablar con sinceridad sobre el incidente y su amistad, sin embargo corre la misma suerte que su mujer.
Por otro parte, Lois empieza a estar harta de que Brian utilice el jardín para hacer sus necesidades, por lo que le exige que utilice el váter, sin embargo Brian hace caso omiso y opta por hacerlo por las noches a escondidas, pero es sorprendido por Lois, la cual le fuerza a llevar pañales. Finalmente Brian pretende utilizar el inodoro para que su dueña le deje tranquilo, mientras consigue encontrar un sitio para hacer sus excreciones: el jardín de la propiedad del Alcalde West, el cual cree que son semillas de salchicha que él mismo ha sembrado.

## Producción
Seth MacFarlane y los demás productores de la serie tuvieron bastantes dificultades para dar con una escena divertida en el acuario; en total se hicieron cinco o seis, pero ninguna llegó a emitirse por decisiones de los productores. A Bill Clinton le ofrecieron prestar su voz a su propio personaje, pero declinó la oferta y MacFarlane se encargó de doblarle. Las animaciones de Clinton en el episodio estaban pensadas para alguien bastante obeso, pero tuvieron que reducirle el volumen "porque había perdido mucho peso". Conway Twitty hizo doble aparición en el episodio; MacFarlane comentó que aquellas escenas le encantan. La escena en la que Peter y Lois se burlaban del dibujo que Stewie les había hecho estaba planeada para el episodio Prick Up Your Ears, pero se trasladó a este debido al poco límite de tiempo que disponían. Las dos personas que escribían con su portátil en un Starbucks iba a ir en un principio en una escena introductoria de Chick Cancer, al igual que la escena de Peter donde debía juntar los ojos de Uma Thurman que se iban de su cara. En la sala de guionistas se discutió sobre la escena posterior a la de Lois con Clinton sobre los efectos que podrían tener sobre el programa. Cuando Peter visita a Clinton y dice Eh, Bill, le he mangado un poco de dinero a Lois, no creo que se entere porque está aquí...follando contigo!!?, la énfasis en las dos últimas palabras fueron añadidas por Danny Smith, aunque la voz de Peter la pone MacFarlane. Una escena eliminada mostraba a Peter, quien se traía a Tricia Takanawa a su casa para acostarse con ella, en la escena pretendía que Lois les observara mientras lo hacían pero finalmente se veía incapaz, pero fue remplazada por la de las ganas de este por acostarse con la madre de Lois. La escena final del episodio en donde aparecía el alcalde West observando las salchichas (aunque en realidad eran las heces de Brian) fue uno de los posibles endings preparados; hubo varias escenas alternativas entre las que se encuentran la casa de Cleveland y la de Mort Goldman, pero finalmente se decidió por la casa de West.

## Censura
Hubo "múltiples versiones de este episodio", con algunas escenas mostradas en FOX o Adult Swim y otras en la edición de DVD, con al menos cinco escenas no emitidas en FOX. Cuando Bill Clinton para frente a la casa de Peter, este dice Este tío si que está cachondo fue censurada debido a que hacía una referencia a la felación, el trasfondo era que Clinton había sufrido un pinchazo con su coche. El vídeo en el que se mostraba a Roy Scheider defecando en una cinta instructiva para aprender a usar el orinal; en DVD y en la TBS decía Y ahora viene Susan Saint James a limpiarme, sin embargo en la versión televisada decía Y ahora viene Susan Saint James quien me echará polvos de talco. En FOX, en la misma escena se eliminó el sonido de la cremallera y su bajada de pantalones, aunque se pudo ver la reacción de Brian y Stewie al ver el vídeo.  Tras el coito, Clinton le pregunta a Lois si le apetece "NAFTA" (traducido como OTE en español), lo que él describe de esta manera "'Nother Afternoon Fuckin' That Ass" (Otra Tarde Enculándote). Tras la escena de la confrontación de Lois con Peter, Bill le vuelve a preguntar esta vez por si quiere "tantear al votante", ambas escenas fueron modificadas hasta la continuación de la escena en donde la frase siguiente decía Eso depende de lo que tu entiendas por pedir.